# フォス・ファームハウス

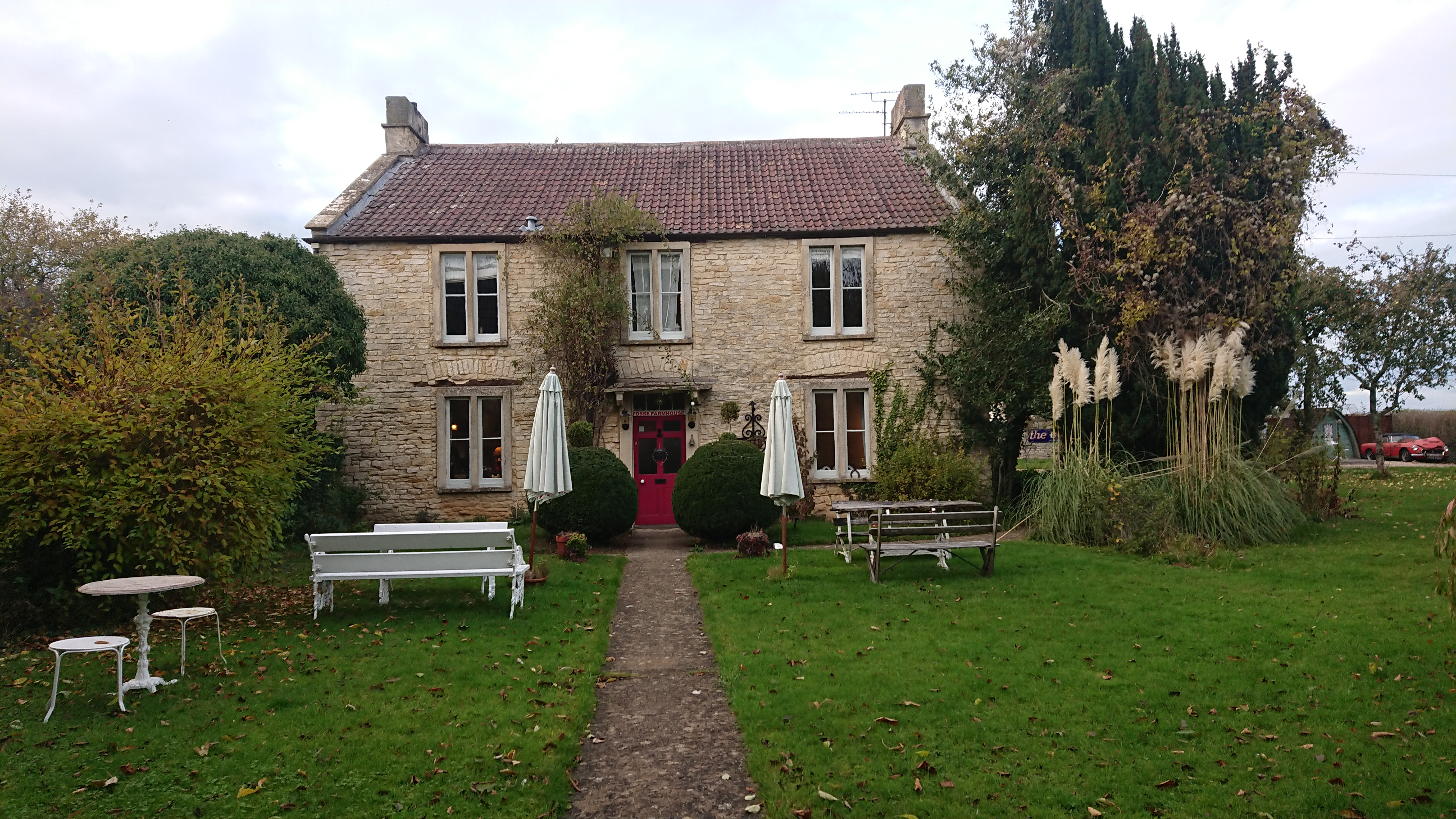
フォス・ファームハウス全景

フォス・ファームハウス（英: Fosse Farmhouse）は、イングランド南部・コッツウォルズ地方のカースル・クームにあるベッド・アンド・ブレックファスト（B&B）である。

## 日本とのかかわり
オーナーであるキャロン・クーパーは1986年、27歳の時にこのファームハウスを購入し移住した。当初は宿泊施設とする考えはなかったが、修繕費用がかさんだため一部をB&Bとした。フォス・ファームハウスと日本とのかかわりはオープンの3年後の1989年からで、英国式B&Bを開きたいと言う若い日本人カップルがフォス・ファームハウスを訪れた。このカップルは「まるで『不思議の国のアリス』のトンネルに落ちたみたい」と感動し、キャロンのアドバイスをもとに長野県白馬村にB&Bを開業した。この白馬村のB&Bは好評を博し、フォス・ファームハウスにも日本からの観光客が多く訪れるようになった。イギリスの日本人観光客向けキャンペーンでも紹介され、1990年には日本の女性雑誌「LEE」で6ページにわたる特集が組まれる。1992年には「Britain Welcomes Japan」キャンペーンにおいて日本の旅行者が選ぶベスト宿泊施設賞に選ばれている。キャロンは駐日英国大使館を通じて皇居に招かれ、紅茶とスコーンを振る舞った。1994年には日本の皇族の三笠宮崇仁・百合子夫妻が宿泊した。2018年には、イギリス自動車協会主催のAAホスピタリティアワードにおいて、「AA B&B Story of the Year 2018–19」に選定されている。

## きんいろモザイク

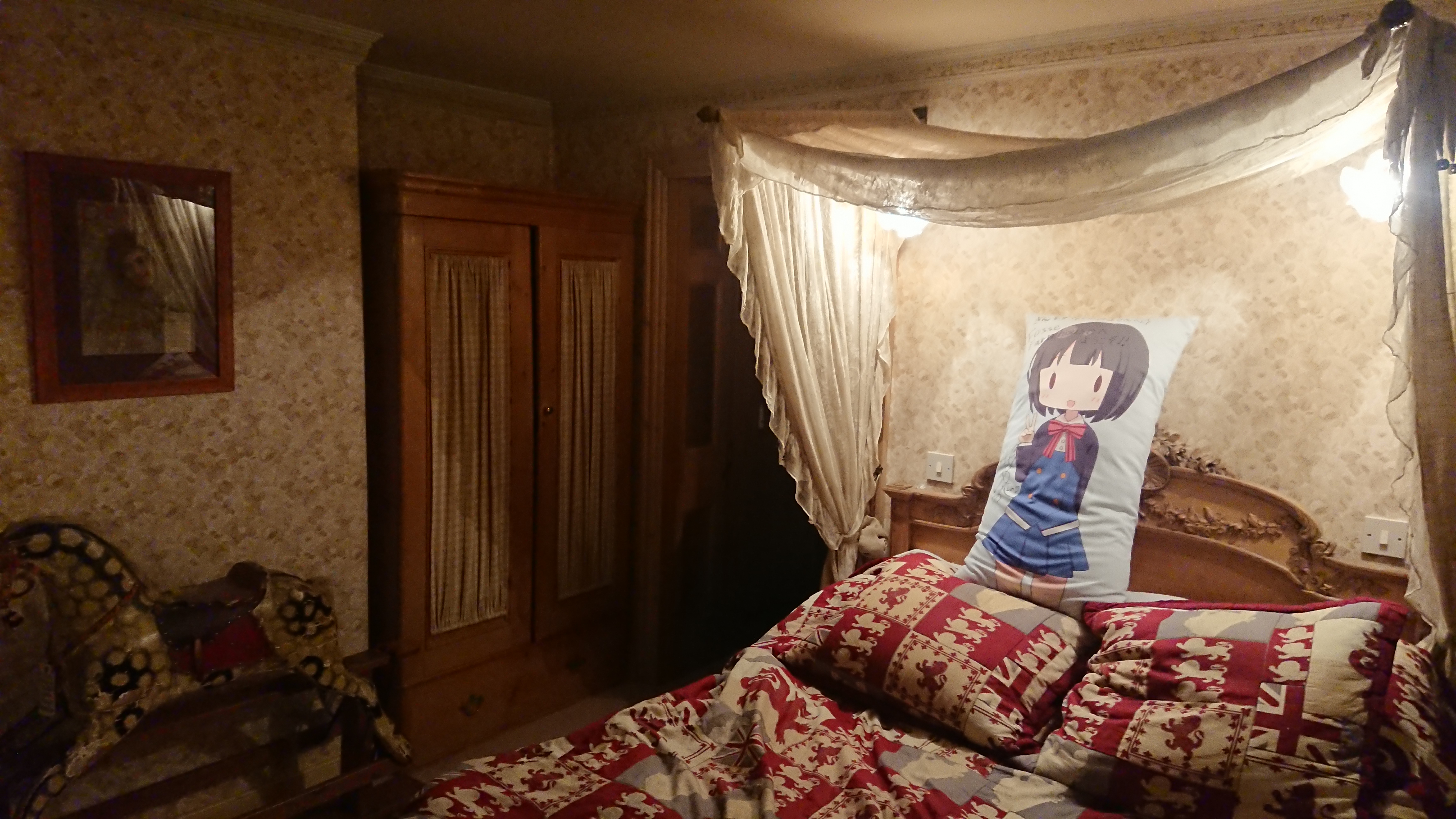
フォス・ファームハウスのパインルームその1

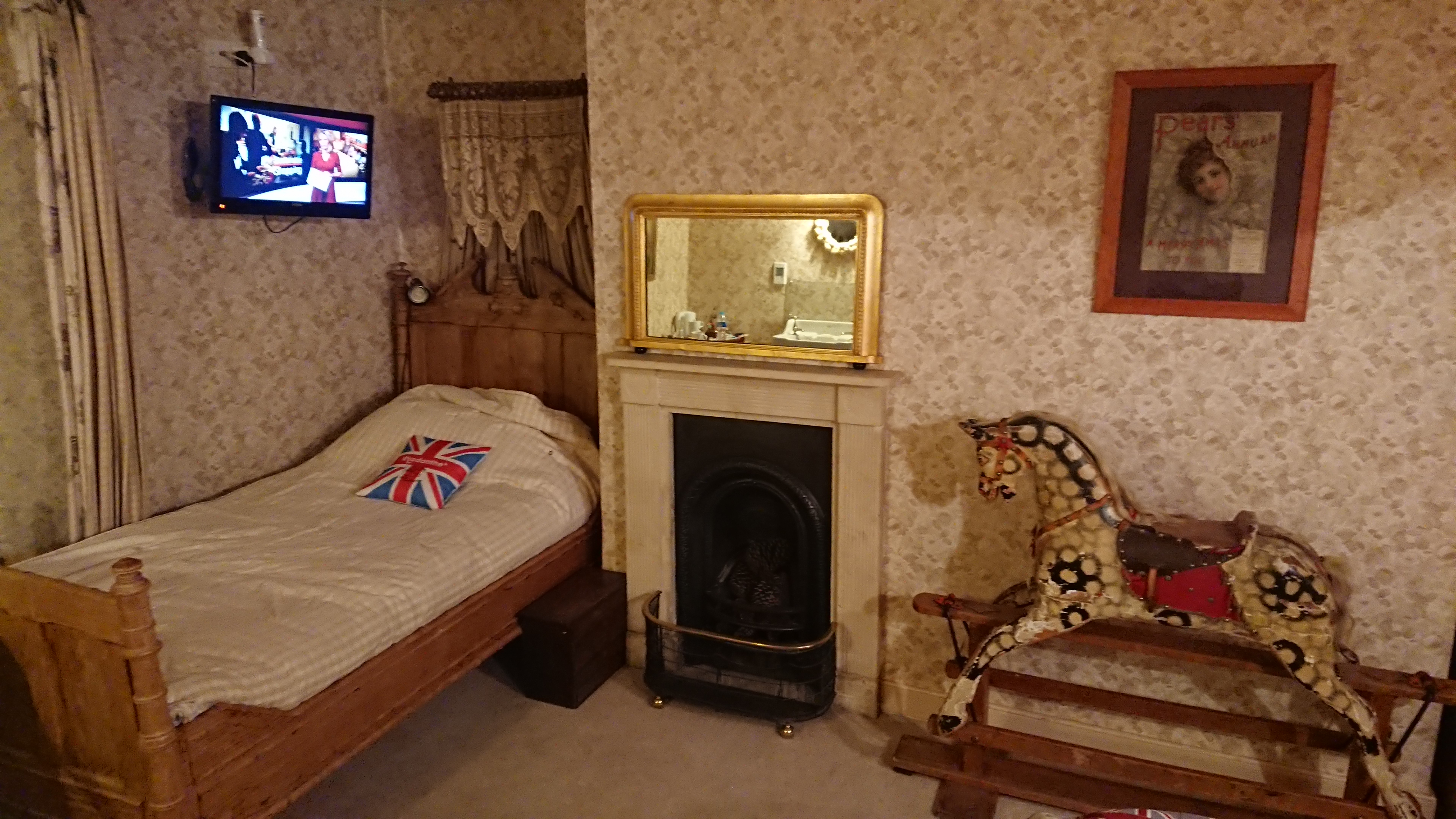
フォス・ファームハウスのパインルームその2

フォス・ファームハウスが日本で広く知られるきっかけの一つとして、テレビアニメ『きんいろモザイク』がある。原悠衣による同名原作の4コマ漫画による回想シーンではイギリスの描写はごくわずかであり、雪山が描かれるなど実際の南イングランドの情景とはかけ離れたものであった。しかし、2012年にアニメ制作会社のStudio五組の制作チームによる取材が行われ、2013年に放映された第1話では、登場人物のイギリス人のアリス・カータレットの家に日本人の女子中学生の大宮忍がホームステイに訪れたエピソードの舞台として、フォス・ファームハウスやキャロンのクラシックカー、コッツウォルズの田園風景などが忠実に描かれた。これをきっかけに、同作品のファンが数多く聖地巡礼に訪れるようになった。アリス役を演じている声優の田中真奈美や原作者の原、アニメ監督の天衝をはじめ、作品関係者もフォス・ファームハウスを訪れている。
アリスの部屋のモデルとなったピンクルーム、忍が泊まった部屋として描かれたパインルームのいずれも宿泊が可能である。